# Photographie numérique
 (juillet 2012).
Si vous disposez d'ouvrages ou d'articles de référence ou si vous connaissez des sites web de qualité traitant du thème abordé ici, merci de compléter l'article en donnant les références utiles à sa vérifiabilité et en les liant à la section « Notes et références ».

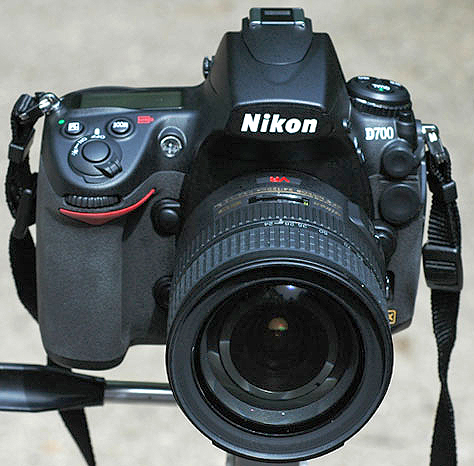
Un appareil photo numérique Nikon D700 12.1-megapixels.

La photographie numérique recouvre l'ensemble des techniques permettant l'obtention d'une photographie via l'utilisation d'un capteur électronique comme surface photosensible, ainsi que les techniques de traitement et de diffusion qui en découlent. On l'oppose à la photographie argentique.

## Prise de vue numérique

### Capture
Les systèmes optiques (objectif, viseur optique, chambre reflex), de ces appareils sont voisins des solutions argentiques. L'obturateur mécanique n'est nécessaire que dans les appareils reflex ; dans les autres appareils numériques, il est le plus souvent remplacé par un « obturateur électronique » intégré au capteur. Ce composant électronique, sensible à la lumière, est équivalent à l'émulsion d'un film en argentique (en réalité, ce n'est pas tout à fait l'équivalent d'un film comme on le dit souvent, car un film ne se composait pas uniquement de couches photosensibles, mais également d'un support permettant de stocker l'image). En numérique, le capteur transforme les informations lumineuses en signaux électriques. Le signal électrique de l'image est traduit en une matrice de valeurs de luminance lors de la quantification, l'image numérique qui sera, après traitement, stockée dans un dispositif de mémoire électronique, généralement une carte mémoire flash de petit format.
En fonction de l'appareil et des réglages, les points (pixels) de l'image sont traités de manière à améliorer le rendu : interpolation pour reconstituer les couleurs, filtrage pour augmenter le rapport signal sur bruit, accentuation pour augmenter la netteté, correction des couleurs (balance des blancs), etc.
Ensuite, leur nombre peut être réduit pour prendre moins de place, en diminuant la définition où la zone centrale est étendue par interpolation pour obtenir un effet de zoom numérique. Dans ce cas, les pixels supplémentaires sont interpolés, c'est-à-dire calculé par des fonctions mathématiques, ce qui entraîne une dégradation de la qualité globale de l'image. Le même traitement peut être effectué a posteriori par un logiciel de retouche d'image.
Le capteur est de type CCD ou CMOS. Depuis la forme primaire, plusieurs améliorations ont vu le jour. Ainsi, les modèles :
- les Super-CCD de Fujifilm - apparus dès 1990 en variantes HR, SR ou EXR et dont les géométries permettent d'atteindre une grande précision de piqué tout en diminuant le bruit numérique.
- les capteurs CCD à quatre couleurs de Sony - le capteur classique dispose de trois filtres de couleur RVB pour Rouge Vert Bleu mais le nouveau capteur RVBE apparu en 2003 y ajoute la couleur Emeraude pour une plus grande latitude chromatique. Ce capteur a été utilisé sur le Minolta Dimage A2 et le Sony Cybershot DSC-F828.
- les capteurs CMOS rétro-éclairés de Sony, également appelé BSI pour Back Side Illuminated.
- le capteur CMOS FOVEON utilisé par Sigma et qui superpose les filtres de couleur RVB plutôt que de les intercaler.

### Commande à distance par prise USB
Cette fonction permet des prises de vues commandées depuis un ordinateur pour des applications variées : image par image pour animation en volume, fonction webcam, etc. C'est une des possibilités qui existent souvent mais qui figurent rarement sur les publicités ou même les spécifications des fabricants. De plus, même si cela est possible, le logiciel n'est pas toujours fourni avec l'appareil. Au sein d'une même marque tous les appareils ne sont pas commandables à distance. La prise de vue dite « connectée » est cependant très utilisée en photographie professionnelle, car elle permet une vérification en temps réel du cadre et de la prise de vue. Elle facilite aussi le transfert des images souvent volumineuses vers l'ordinateur de commande. Les boîtiers de prise de vue en moyen format (Hasselblad, Phaseone, etc.) utilisent des prises « Firewire », mais les boîtiers de haut de gamme de Nikon et Canon restent au standard USB pour cette fonction, très utilisée en studio et pour les reproductions en séries.

### Transfert et stockage
Ces informations résultantes sont groupées dans un fichier informatique. On rencontre quatre grandes familles de fichiers :
- Les fichiers JPEG sont des fichiers compressés avec perte d'information. Le format JPEG permet de choisir le taux de compression ; plus le taux est élevé plus il y a de risque que la perte de qualité de l'image soit perceptible par l'œil humain.
- Les fichiers TIFF sont des fichiers non-compressés ou compressés sans pertes d'information. Leur taux de compression est moindre que celui des fichiers JPEG.
- Les fichiers RAW (brut) sont des fichiers compressés ou non, suivant le fabricant. Leur format non standard est propre à chaque fabricant (« format propriétaire »). Ces fichiers contiennent toute l'information captée par le capteur. Ils sont beaucoup plus gros que les fichiers JPEG. Ils nécessitent un logiciel spécialisé pour être lus.
- Les fichiers de format DNG (Digital Negative) sont des fichiers basés sur le format TIFF, créés par la compagnie Adobe en 2004. Ce format a pour but de standardiser les innombrables (et incompatibles) formats RAW précédemment utilisés.

En plus de l'image proprement dite, ces fichiers contiennent des informations sur les conditions de prises de vue (en-tête Exif), qui peuvent être lues totalement ou partiellement par de nombreux logiciels. Cet en-tête peut disparaître lors du traitement de retouche si ce format n'est pas supporté par le logiciel utilisé.
Les photographies sont stockées soit dans la mémoire de l'appareil lui-même (en règle générale, de l'ordre de quelques images en définition maximale), soit sur une carte mémoire extractible.
Le transfert des données peut être fait par un câble (USB en général), par extraction et lecture de la carte mémoire sur un ordinateur. Certains appareils peuvent transférer les images par un système sans fil (Bluetooth ou Wi-Fi).
Le transfert peut être fait vers :
- un ordinateur personnel, permettant de visualiser, trier et de traiter les images ;
- un disque dur externe et ou portatif ;
- une imprimante où les possibilités de sélection et de retouches sont minimes ;
- une console de développement sur papier, permettant également de visualiser et de trier les images ;
- un lecteur multimédias portatif (téléphone cellulaire, lecteurs de fichiers .mp3, lecteurs de fichiers portables, console de jeux portatives…).

Les appareils photo numériques embarqués sur les téléphones cellulaires ou photophones permettent de pratiquer la phonéographie, mais avec des usages orientés vers la communication. Les images peuvent ainsi être transférées vers les équipements précédents mais aussi directement vers :
- un site de partage de photographies ou un blog ;
- le mobile d'un correspondant par MMS.

## Retouche photographique

Une photographie numérique du Golden Gate Bridge retouché avec des effets de lumière.

Un intérêt essentiel de la photographie numérique réside dans l'existence de logiciels de retouche tels que GIMP ou Adobe Photoshop qui permettent d'améliorer une photographie jugée imparfaite beaucoup plus facilement qu'à l'agrandisseur. La retouche numérique autorise autant d'essais qu'on le désire sans dépense en papier photographique.
De tels logiciels donnent accès à des fonctions de plus en plus nombreuses et sophistiquées, telles que :
- les transformations géométriques ;
- les modifications des couleurs et des valeurs ;
- la gestion des calques ;
- le travail sur des sélections partielles de l'image ;
- les filtres destinés à produire des effets variés.

Les filtres les plus utilisés sont souvent des traductions numériques de techniques inventées pour la photographie argentique. Parmi ceux-ci, l'un des plus célèbres est le masque flou qui permet d'améliorer la netteté apparente d'une photographie.

## Impression d'une photographie numérique

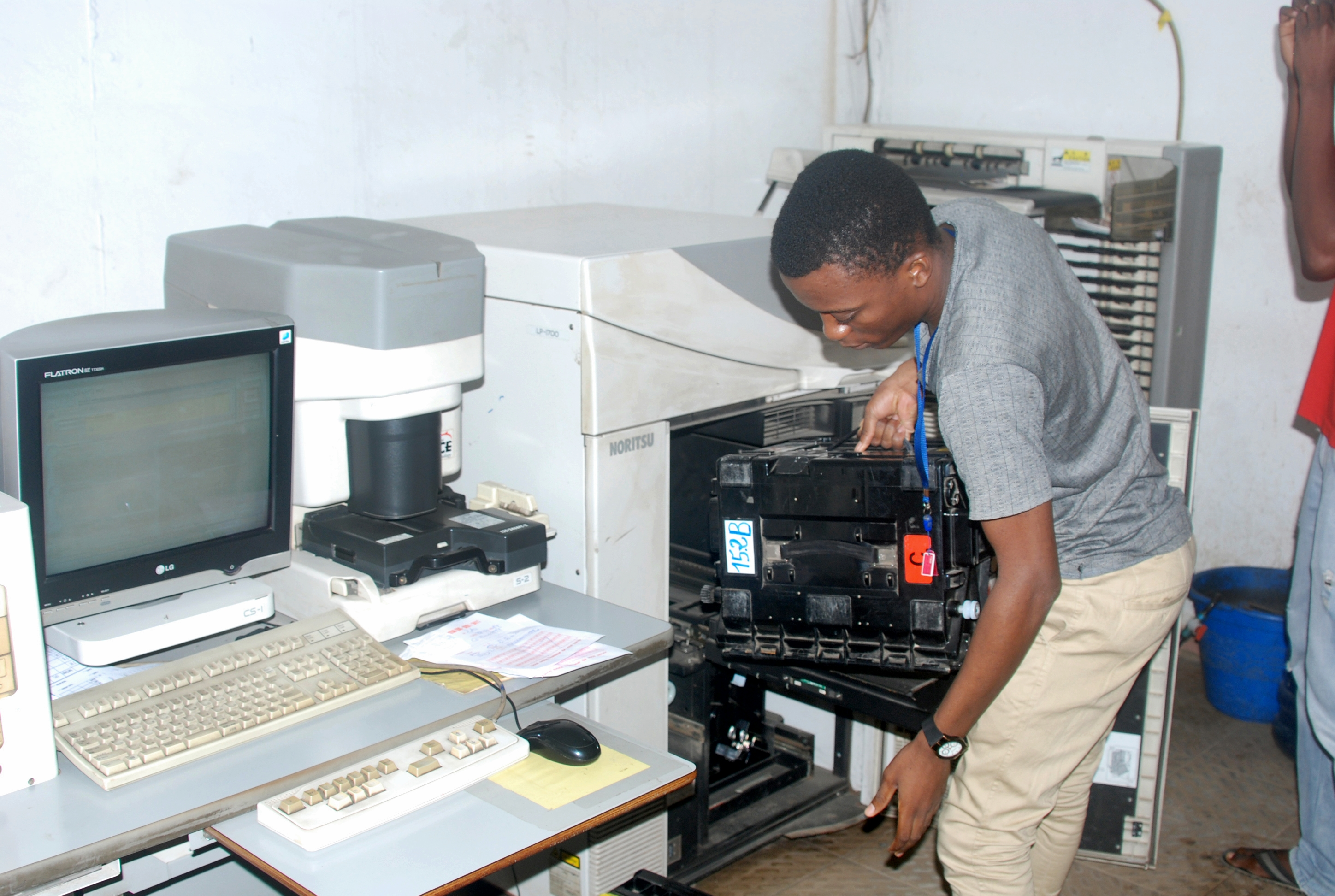
Technicien de laboratoire de photos numériques, chargé de l'impression des photos, à Abidjan, Côte d'Ivoire.

L'image numérique devient une photographie au sens commun du terme quand elle prend la forme d'une épreuve permanente sur papier. Le passage du fichier image issu de l'appareil photo numérique ou du scanner (éventuellement retravaillée sur ordinateur) à cette épreuve finale se fait via une imprimante. Une chaîne ne valant que ce que vaut son maillon le plus faible, le développement de la photo numérique a longtemps été freiné par les médiocres performances (coût élevé, qualité médiocre des images produites) de ces périphériques. Ce problème a heureusement été réglé depuis, et l'on trouve maintenant des modèles abordables, capables d'atteindre la fameuse « qualité photo ». Il existe aujourd'hui deux grands types d'imprimantes utilisés pour la photo numérique : celles dites à sublimation thermique et celles à jet d'encre (voir le label de qualité digigraphie). Le prix d'achat de l'imprimante et la définition maximale des images qu'elle fournit constituent des critères de choix importants, mais le rapport qualité/prix de chaque modèle dépend également du coût des consommables, notamment des cartouches d'encre noire ou couleur, qu'il nécessite. À noter en outre que, si les imprimantes à jet d'encre peuvent fonctionner avec du papier ordinaire, elles ne donnent leur pleine mesure qu'avec du papier dit « qualité photo », qui n'est pas vraiment bon marché, même si l'augmentation de la consommation tire les prix vers le bas.
Côté professionnels, la pictographie est un des premiers procédés d'impression permettant d'obtenir une image similaire aux tirages argentiques. Il reste encore utilisé aujourd'hui dans certains studios car son rendu est bien supérieur aux impressions par jet d'encre qui ne peuvent reproduire la totalité du spectre rouge-vert-bleu (RVB), ne pouvant se limiter techniquement qu'au CMJN (voir aussi : gamut).
Le meilleur rendu actuellement au point reste le traitement de l'image numérique sur papier argentique.

## La numérisation de film
Quand on n'utilise pas un appareil photo numérique, on peut tout de même pratiquer la photographie numérique. Plusieurs chemins s'offrent à l'amateur et au professionnel.
Cette approche très répandue avant que les appareils photo numériques soient disponibles avec la qualité actuelle repose sur la numérisation d'une prise de vue argentique traditionnelle soit au niveau du film (négatif ou diapositive) soit de l'image sur papier (scan de reproduction).
On utilise alors un scanner à haute résolution (de 2 000 dpi à 5 400 dpi pour les scanners amateurs, bien plus pour les scanners professionnels) qui analyse directement le négatif ou la diapositive et fournit une image numérique. Certains scanners de film sont munis de dispositifs capables de corriger automatiquement les défauts du film : poussières, rayures. En effet, étant donné la petite taille du document initial (24 × 36 mm) les égratignures et les poussières collées sur le film prennent des proportions souvent gênantes. Les premiers utilisateurs étaient obligés de faire un nettoyage manuel dans leur logiciel de retouche d'image. Les scanners les plus performants offrent une détection automatique de la présence des poussières par une analyse parallèle utilisant un canal infrarouge qui sert ensuite à appliquer un filtrage automatique localisé.
Avantages
- Un scanner de film est généralement moins cher qu'un appareil photo numérique de la résolution équivalente.
- Possibilité de bénéficier de certains avantages de la photographie numérique (facilité de retouche, conservation…) pour d'anciennes photographies.

Inconvénients
- Le photographe ne profite pas des avantages de la prise de vue numérique (disponibilité immédiate des images, coût).
- L'offre de scanners de film est limitée et le marché se concentre vers les modèles professionnels. Les scanner à plat acceptant des films ont fait des progrès considérables, offrant désormais une résolution confortable (de 2 400 dpi à 4 800 dpi en résolution optique), une bonne dynamique (dmax comparable aux outils professionnels) et des logiciels d'exploitation très performants.
- La plupart des labos photo proposent maintenant le développement des films avec numérisation sur un CD-ROM : il est donc moins utile d'avoir un scanner de film, toujours délicat et fastidieux à utiliser.

Le marché se partage entre des scanners plutôt orientés grand public et des scanners tournés vers les besoins des professionnels (rapidité, très haute résolution, possibilité de traiter en quantité des rouleaux entiers de pellicules, etc.).

## Le scan de reproduction

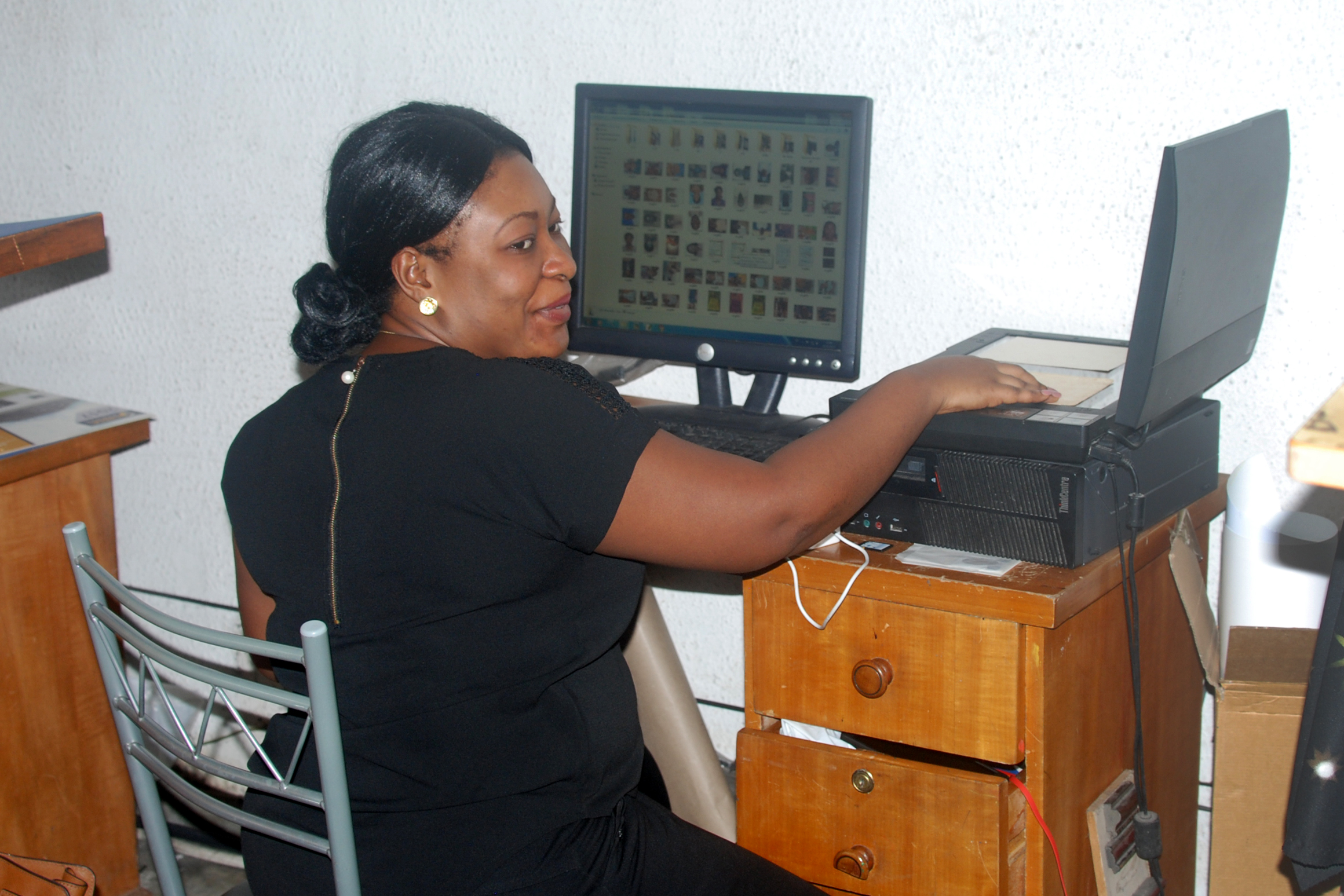
Scannage de reproduction d'une image numérique, dans un laboratoire photo à Abidjan, Côte d'Ivoire.

Cette autre approche est dérivée de la précédente (scan de film), mais il s'agit de numériser des tirages papier. On utilise donc un scanner de documents plats tout à fait traditionnel. Le photographe peut simplement demander des tirages papier de son film (ou utiliser des documents de toute autre origine) et a la possibilité de travailler ou modifier ces images.
Avantage
- Investissement encore plus faible que pour un scanner de film.

Inconvénients
- L'étape de reproduction sur papier dégrade sensiblement la qualité de l'image (par rapport à l'image stockée sur le film argentique).
- Dans le cas d'une image faite sur une tireuse elle-même numérique, on risque d'importants effets de moiré (tels qu'on en rencontrait sur les impressions tramées avant la mise au point des angles de trames en imprimerie). Cet effet peut être réduit par certains logiciels, mais au prix d'une réduction de la qualité (perte de définition)[réf. nécessaire].